# Рио-Гранде (приток Маморе)
Рио-Гранде (исп. Río Grande) — река в Боливии, правый приток Маморе. Длина — 1438 км, площадь водосборного бассейна — 103 449,14 км².
Образуется при слиянии горных рек Кайне и Сан-Педро, на высоте 3693 метров над уровнем моря и впадает в Маморе на высоте 217 метров над уровнем моря. Одна из крупнейших рек Боливии, входит в сотню крупнейших рек мира.
Крупных городов на реке нет, но на её притоках стоят Кочабамба, Санта-Крус-де-ла-Сьерра и Сукре. В бассейне реки проживает 35 % населения Боливии.
Основные притоки — Суданьес, Миске, Асеро, Ньянкагуасу, Пирай, Япакани.

## Гидрология

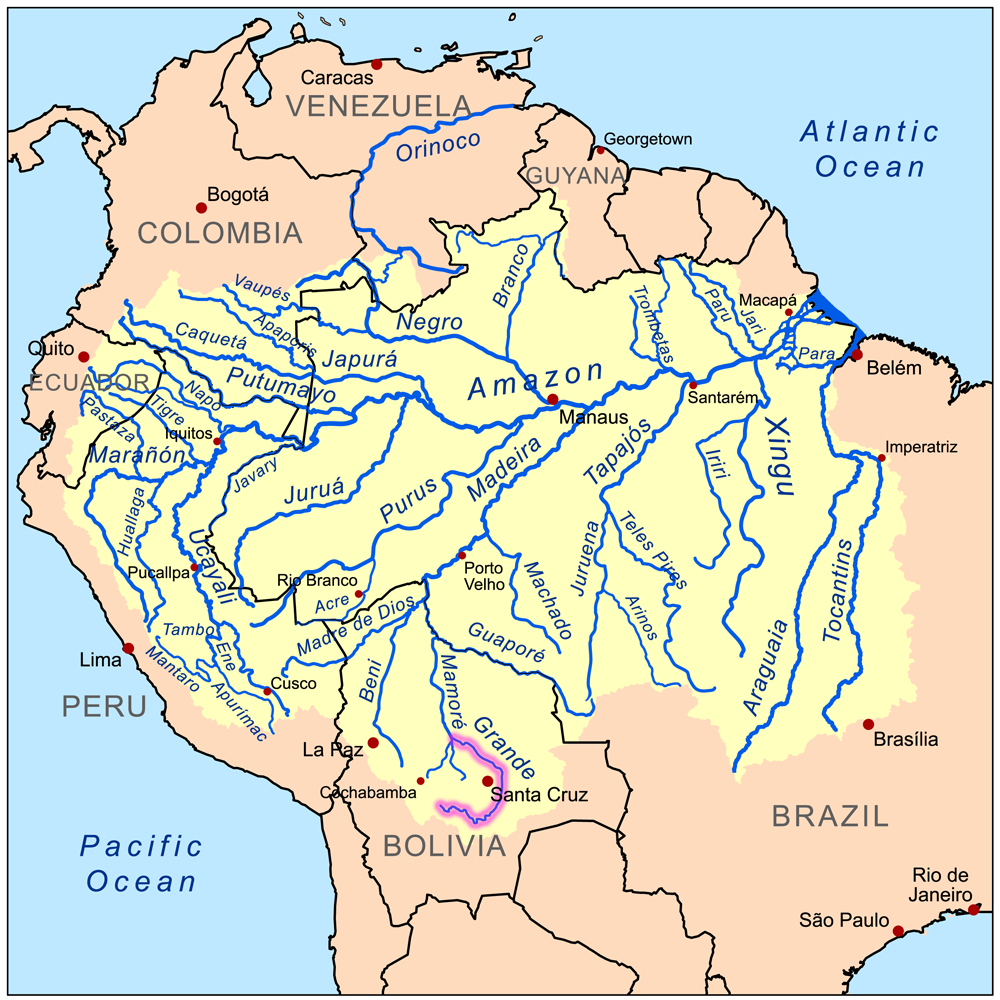

Максимум осадков в бассейне реки приходится на период с ноября по март, большая их часть выпадает в восточной части водосбора, достигая в низовьях реки значений в 2600 мм/год. Среднегодовая температура меняется от 2,66 °C в высокогорьях до 25 °C в Амазонии.
Расход воды на водомерной станции Параисо в месте выхода реки на равнину составляет 306,66 м³/с.

## Рельеф бассейна
Бассейн Рио-Гранде расположен в пределах Восточной Кордильеры Анд и Амазонской низменности на высотах от 148 до 5120 метров над уровнем моря. Его западная часть (площадью 50 270 км²) лежит в горной местности, центральная (22 486 км²) — в предгорьях Анд, восточная (30 234 км²) — на равнинах.
Горные массивы (сложенные ортокварцитами, песчаниками, пелитами) относятся преимущественно к ордовикскому, силурскому и девонскому периодам, равнина в низовьях сформирована четвертичными отложениями.

## Природные зоны
Западная часть бассейна Рио-Гранде лежит в области пуны, растительность здесь представлена преимущественно азореллой, овсяницей и ковылем; изредка встречаются деревья и кустарники (полилепис, дынное дерево дуболистное, шинус, прозопис).
Средняя часть относится к боловийско-тукуманскому экорегиону. Флора представлена вечнозелёными лесами из полилеписа, подокарповых и миртовых, цедрелой узколистной, орехом южным, акациями, ольхой, эритриной.
На юго-восточном водоразделе бассейн частично затрагивает засушливую область Чако.
Северная часть (низовья Рио-Гранде) относится к амазонской сельве и бенийским лесам.